# مرموط طويل الذيل
مرموط طويل الذيل (الاسم العلمي:Marmota caudata) (بالإنجليزية: long-tailed marmot)‏ هو نوع من الحيوانات يتبع جنس المرموط من فصيلة سنجابية.